# Hemibagrus menoda
Hemibagrus menoda es una especie de pez Siluriformes de la familia Bagridae.

## Morfología
Los machos pueden llegar alcanzar los 45 cm de longitud total.

## Distribución geográfica
Se encuentran en las cuencas de los ríos Ganges, Brahmaputra, Mahanadi y Godavari en Bangladés y el norte de la India.